# Annales pontificum
En la Antigua Roma, los Annales o Annales pontificum eran una colección de textos que contenían el registro de algunos hechos importantes de la vida de la ciudad. El Pontifex Maximus era el encargado de redactarlos y lo hacía al comenzar el año sobre una pizarra limpia de todo texto, llamada tabula dealbata que tenía forma de calendario. Al final de cada año, lo escrito en ella se transcribía a pergamino y pasaba a formar parte de los Anales o crónicas de los pontífices. A finales del siglo II a. C. todas estas crónicas fueron ordenadas y publicadas. 
Según Catón el Viejo, en los Annales Pontificum no se encontraba información útil a los historiadores, puesto que allí únicamente se relataban períodos de crisis económica, eclipses y otros fenómenos, no habiendo en ellos datos sobre temas políticos o militares. Sin embargo, Cicerón afirma que estos anales contenían mucha más información, en especial de tipo militar o político. Momigliano afirma que tal diferencia se puede explicar por el hecho de que Catón habla de los Anales antes de la edición publicada; en cambio, Cicerón y Servio se refieren a los mismos tras su publicación (que habría sido algo más que una pura transcripción y, de hecho, habría sido una labor científica). Para probarlo, Momigliano recuerda que Cicerón se refería a una edición de los Annales que contenía la historia de Roma «desde el inicio de los asuntos romanos» e incluso antes y que tal información no podía haber sido redactada por Rómulo. Por tanto, un editor habría añadido tales partes del documento, con lo que trata de probar que hubo una labor mayor que la de transcripción en el libro que conocía.